# MOS 6501

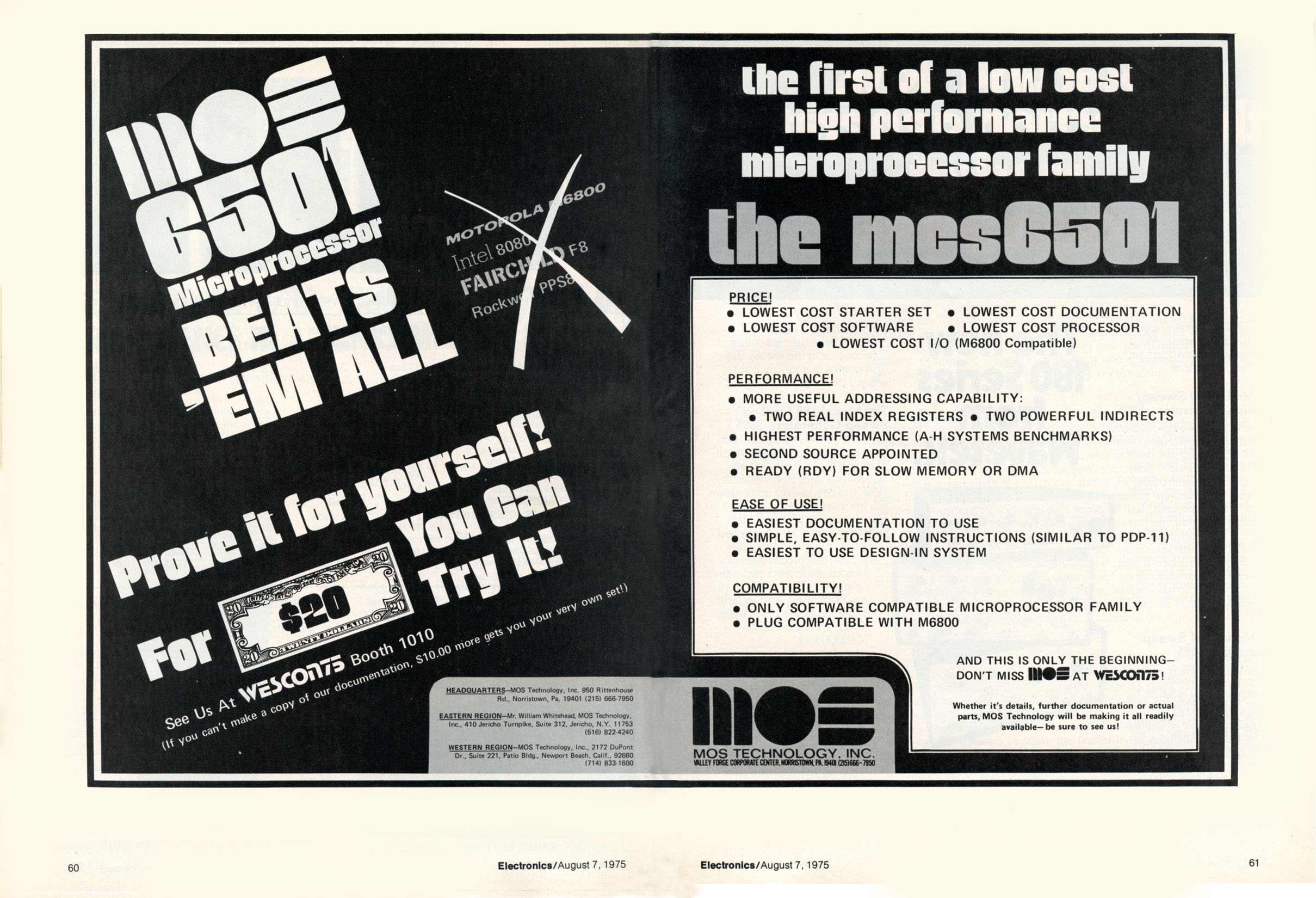
Publicidad introductoria para el microprocesador MOS Technology MCS6501.

El MOS 6501 es un microprocesador de ocho bits, vendido primero por MOS Technology. El 6501 fue el primer miembro de la serie 65xx de microprocesadores. Fue el primer microprocesador que se vendería por $25 la unidad, muchísimo más económico que los de la competencia. Fue creado por varios exmiembros del equipo de diseño de Motorola y era compatible a nivel de pines con el microprocesador de Motorola 6800. No era compatible a nivel de software, ofreciendo varios modos de direccionamiento no disponibles en el 6800.
El MOS 6502 es un 6501 con los pines reordenados después de un pleito legal de Motorola sobre el arreglo de los pines del 6501. Como resultado del pleito, La MOS fue forzada a pagar los costos legales y prometer destruir cada 6501 que habían fabricado. Al 6502 también agregaba un generador de reloj de dos fases, así que necesitaba solamente una entrada de reloj de una simple fase, simplificando diseño del sistema. Vea el artículo de MOS 6502 para otros detalles.